# 7 век пр.н.е.

## Събития
- 625 – 585 г. пр.н.е. – Начало на управление на цар Киаксар над държавата Мидия
- Йонийците колонизират крайбрежните области на Черно море и Мраморно море
- 614 г. пр.н.е. – основан е Ебес на Ибиса, първата пуническа колония
- Създава се латинската азбука
- Основава се град Таранто
- Битка при Хама – Навуходоносор II разбива остатъците от армията на египетския фараон Нехо II